# Parco dell'Annunziata
Il parco dell'Annunziata è un parco pubblico di Ascoli Piceno. Situato nella zona più alta della città, sull'antico colle Pelasgico, è considerato il polmone verde di Ascoli.

## Storia
Il parco prende la denominazione dalla chiesa dell'Annunziata, costruita alla sommità dell'altura.
Il luogo, panoramico e strategico, ha storicamente accolto opere difensive fortificate. Qui si elevava l'antico cassero, distrutto in epoca piceno-sabina da Gneo Pompeo Strabone e ricostruito in epoca romana per volontà di Pompeo Magno, figlio del devastatore. Ora vi rimangono i resti delle vestigia della Fortezza Pia e delle sostruzioni romane delle grotte dell'Annunziata
Nell'anno 1927 fu costruita la scalinata dell'Annunziata che da via Dino Angelini arriva al parco. In tempi successivi fu realizzata la strada che conduce fino alla Fortezza Pia ed ebbe luogo la sistemazione del piazzale.